# Герб Тельмановского района
Герб Тельмановского района — официальный символ Тельмановского района Донецкой области, утверждённый решением №IV/10-134 сессии районного совета от 30 июля 2003 года.

## Описание
На зелёном щите лазурный крест Антония, окаймлённый золотом и обременённый ласточкой натурального цвета, сопровождаемой сверху семью золотыми четырёхконечный звёздами, положенными дугообразно, а снизу — золотым колосом. Щит обрамлён венком из цветков подсолнечника и дубовых листьев, перевитых лазурной лентой с надписью "Тельмановской район". Компьютерная графика — В.М.Напиткин, К.М.Богатов.